# Jurinella connota
Jurinella connota là một loài ruồi trong họ Tachinidae.